# Rębacz pstry
Rębacz pstry, rębacz sosnowiec (Rhagium inquisitor) – holarktyczny gatunek niewielkiego chrząszcza z rodziny kózkowatych (Cerambycidae). W Polsce jest gatunkiem pospolitym. Jest gatunkiem typowym rodzaju Rhagium.

## Wygląd
Ciało tego owada jest wąskie, w kolorze stalowo-czarnym, pokryte plamkami i paskami w żółtawo-brunatnych odcieniach, długości 12–22 mm. Pokrywy ku tyłowi zwężone, posiadające 2–4 podłużnych żeberek. Przedplecze wyraźnie widoczne, z kolcami po bokach. Czułki nie przekraczają długości ciała. Gdy jest niepokojony głośno cyka.

## Występowanie
Obecny w lasach liściastych i iglastych w całej Polsce, spotykany od kwietnia do września. Dorosłe owady żerują pod korą obumarłych lub obumierających drzew liściastych i iglastych.

## Odżywianie
Jak wszystkie kózkowate jest to chrząszcz roślinożerny.

## Rozmnażanie

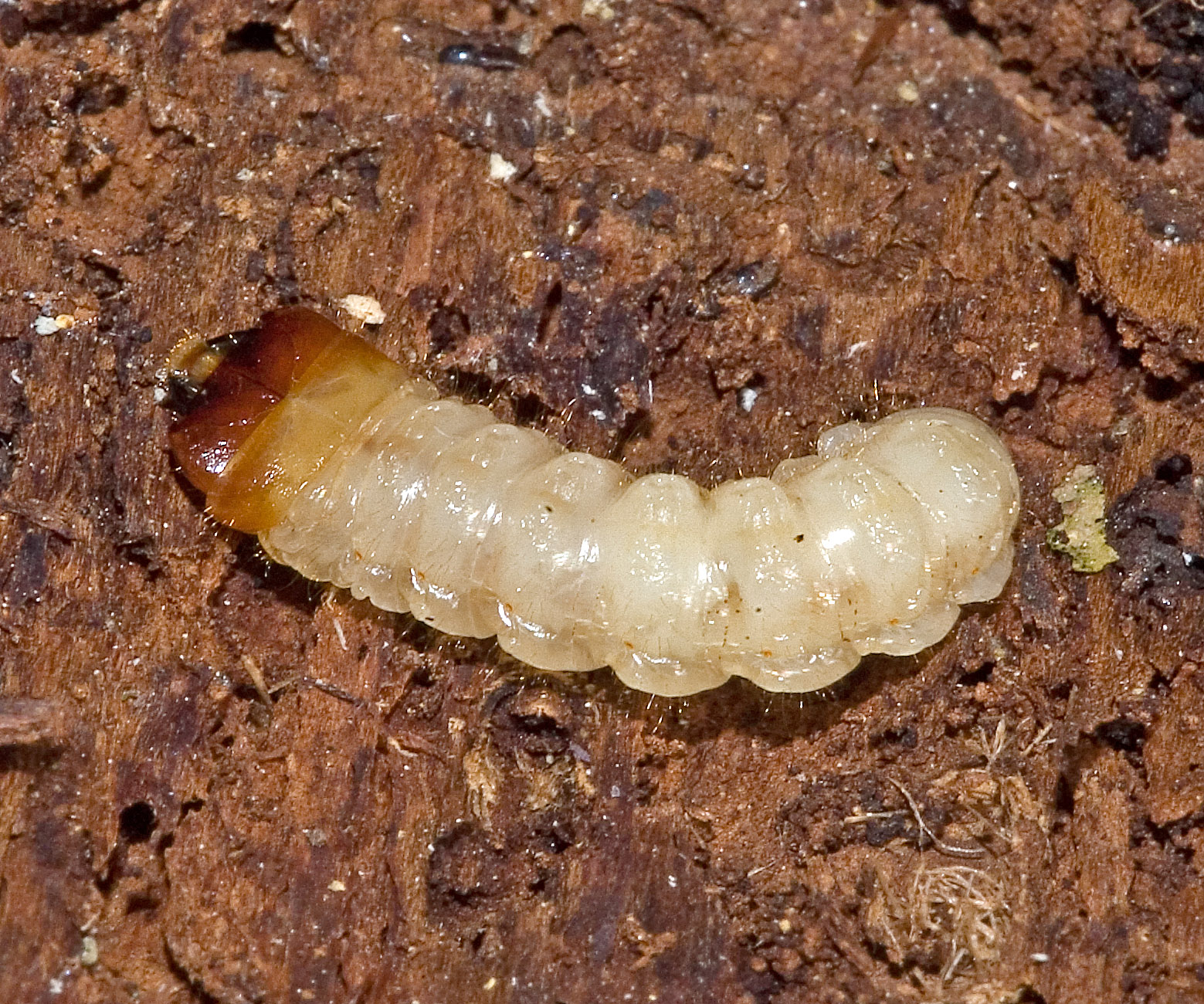
Larwa rębacza

Samica składa jaja pod korą drzewa. Tam również trwa rozwój larw, które wygryzają chodniki o szerokości ok. 1 cm.